# Abraham Pouchet
Pour les articles homonymes, voir Pouchet.
Abraham Pouchet, originaire de Bolbec, a fondé en 1762 à Notre-Dame-de-Bondeville la première fabrique d’indiennes « légales » de la région rouennaise, suivie par de nombreuses usines, blanchisseries ou teintureries qui emploient une main-d’œuvre importante.

## Biographie
Abraham Pouchet a contribué à l'histoire des indiennes de coton en Europe en installant leur production dans une région où elle va s'épanouir, grâce à la proximité du Port de Rouen, et d'un cours d'eau favorisant le lavage du coton. Il s'associe avec le genèvois Abraham Frey qui importe en France une technique connue seulement dans la région de Marseille. 
Protégé par la Marquise de Pompadour, qui lui passe commande, Abraham Frey, s'installera à son tour à son propre compte dans la vallée de Bondeville, malgré les oppositions des artisans locaux, qui le poursuivent en justice. 
Abraham Fey s'installa en fait une première fois à Bondeville-les-Rouen, dès 1756, selon certaines sources et choisira de s'allier à Abraham Pouchet pour vaincre ces oppositions.
L'environnement naturel est lui favorable ; le cours d'eau du Cailly alimente de nombreux moulins traditionnels : moulins à grain, à papier, à triturer les bois de teinture. L'eau du Cailly est également utilisée pour les opérations de teinture, de blanchiment des étoffes, de teillage et rouissage du lin. 
À partir de 1820, l'activité cotonnière (indiennage, filature, tissage…) connaît un développement spectaculaire dans cette vallée. De nouvelles usines hydrauliques, notamment des filatures s'implantent à la place des moulins primitifs : ainsi la filature Fouquet, future corderie Vallois est construite à la place d'un ancien moulin à papier, un ancien moulin à alizari est transformé en filature par Hazard vers 1813, l'un des deux moulins à papier Cuvier est converti en filature en 1815 puis les deux établissements sont réunis pour former une grande filature en 1825, les filatures Fauquet-Cuit et Duvallet sont alors construites.
Son fils Gustave Jules Pouchet, né à Bolbec en 1838, deviendra fabricant de mouchoirs.

### Sources
- Inventaire général du patrimoine culturel
- Histoire des anciennes corporations d'arts et métiers et des confréries de Charles Ouin-Lacroix